# Neunkirchen am Brand
Neunkirchen am Brand é um município da Alemanha, no distrito de Forchheim, na região administrativa de Alta Francónia, estado de Baviera.